# Fonética instrumental
La fonética instrumental es la rama de la fonética que utiliza una serie de aparatos para realizar mediciones articulatorias o acústicas como herramienta de apoyo para el estudio de los sonidos del habla.
La fonética experimental necesita de la fonética instrumental para llevar a cabo sus investigaciones. Estas son algunas de las técnicas que se han utilizado para ello. Algunas de ellas son técnicas de imagen y otras son técnicas para medir la presión del aire(aerodinámicas).

## Técnicas de imagen

### Cinerradiografía
Técnica de obtención de imágenes radiográficas en forma seriada y a gran velocidad.

### Rayos X
Los rayos X es la técnica más conocida de los sistemas de imagen. Es importante porque fue la primera técnica de imagen y porque la mayoría de nuestro conocimiento sobre la parte faringal del tracto vocal viene de este sistema. Para hacer una imagen de rayos X lateral, se proyecta un rayo de rayos X desde un lado de la cabeza a través de todo el tejido. La imagen resultante muestra una vista lateral de la cabeza hacia atrás y proporciona una vista longitudinal de la lengua. También se puede realizar una radiografía frontal o antero-posterior proyectando el haz de rayos X desde la parte frontal de la cabeza hasta la parte posterior de la cabeza y registrando la imagen en una placa detrás de la cabeza. Las imágenes resultantes proporcionan una vista en sección transversal de la cavidad oral.
Antes del advenimiento de la resonancia magnética, se realizó una investigación considerable utilizando imágenes por rayos X. Los estudios de rayos X más recientes se basan en bases de datos de archivo.
Por lo general, las estructuras de tejidos blandos, como la lengua, son difíciles de medir con los rayos X, ya que el haz registra todo lo que hay en el camino, incluidos los dientes, la mandíbula y las vértebras. Estas estructuras óseas fuertemente marcadas de imagen oscurecen el tejido blando más débil. Otra limitación de los rayos X es que, a menos que se use un medio de contraste, se marca la línea media de la lengua, es difícil saber si el borde visible es durante el habla, porque la lengua a menudo está surcada o arqueada. Finalmente, los peligros potenciales de la sobreexposición han reducido la recopilación de grandes cantidades de datos de rayos X.

### Resonancia magnética (MRI)
Es una técnica que usa un campo magnético y ondas de radio en lugar de rayos X para obtener imágenes de una sección del tejido. Hay una serie de procedimientos de MRI que producen una variedad de información: MRI de alta resolución, MRI de cine, MRI de instantáneas marcadas, MRI con etiquetas de cine, MRI con tensor de difusión y MRI funcional. Un escáner MRI consiste en unos electrodos magnéticos que rodean el cuerpo y crean un campo magnético. La exploración por resonancia magnética detecta la presencia de átomos de hidrógeno, que se producen en abundancia en el tejido blando humano.
La medición por resonancia magnética de las estructuras orales ha reemplazado a los rayos X para muchas aplicaciones de investigación. Las imágenes de MRI se han utilizado para detallar la anatomía y función del tracto vocal. La MRI también proporcionó una extracción bastante precisa de las superficies del tracto vocal. Estas superficies se han utilizado para calcular el volumen del tracto vocal 3D para modelar la geometría relevante a las relaciones acústicas. Los bordes extraídos también se han utilizado para modelar estructuras tridimensionales dentro del tracto vocal. Se usan dos tipos de MRI, en particular, para caracterizar el tejido: MRI de alta resolución y MRI con tensor de difusión.

### Cine-MRI
Al medir el movimiento del tracto vocal, la cine-MRI es de particular interés. La cine-MRI es similar a otras técnicas de cine, ya que divide un evento en movimiento en una cantidad de fotogramas estáticos. Debido a que MRI suma las emisiones de protones a lo largo del tiempo, normalmente tarda mucho tiempo en reconstruir una sola imagen, y la recopilación de datos durante el discurso es un desafío. La cine-MRI a menudo se hace haciendo que el sujeto repita una tarea varias veces y sumando datos de cada fotograma a través de repeticiones, similar al promedio de esos. Esta técnica se ha utilizado para comparar los comportamientos del tracto vocal con la producción del habla, especialmente la producción de vocales. Sin embargo, el sujeto debe producir las repeticiones con mucha precisión para evitar que se borre la imagen. También es posible comparar los datos del tracto vocal MRI con la acústica del habla, ya sea recolectando la onda del habla independientemente de la colección de datos MRI o utilizando micrófonos dentro de la máquina MRI. Estas imágenes suelen tener una tasa de fotogramas por segundo reducida o bien una calidad de imagen reducida, pero normalmente tienen suficiente resolución espacial para extraer las superficies de las estructuras del tracto vocal.

### Articulografía electromagnética (EMA)
Recibe otros nombres como articulografía mediosagital electromagnética o simplemente articulografía. En los sistemas de EMA en 2D, tres bobinas de transmisor forman un triángulo equilátero en el plano medio sagital, y están suspendidas alrededor de la cabeza del sujeto usando un casco de plástico transparente. Cada bobina del transmisor emite una frecuencia sinusoidal diferente para generar campos magnéticos alternos. Al sujeto se le colocan unos sensores o receptores en las estructuras orales y faciales de interés en la línea media. Los campos magnéticos alternos indican una señal alterna en las bobinas receptoras. El voltaje de esta señal está inversamente relacionado con la distancia entre el transmisor y la bobina receptora. Un algoritmo de ordenador usa estas distancias para calcular la ubicación de la bobina receptora a medida que se mueve en un espacio x-y a lo largo del tiempo. La mejor resolución en el espacio de campo se encuentra en el centro, donde la resolución de la medición se calcula a menos de 1 mm. En comparación con la radiografía o la resonancia, la articulografía tiene la ventaja de que aporta directamente los datos cuantificados de las coordenadas de los puntos de interés, y tiene gran resolución espacial y temporal. Como contrapartida, el resultado son matrices numéricas que hay que interpretar de una forma más indirecta que las imágenes obtenidas con las otras técnicas.
A día de hoy, también existen sistemas de EMA tridimensionales.

### Optotrak
Es más fácil seguir los puntos en la cara que aquellos dentro de la cavidad oral, porque los marcadores mantienen contacto visual con los sensores en todo momento. Los sistemas de seguimiento de puntos utilizan mediciones ópticas de los marcadores de LED en el espacio tridimensional. Por lo tanto, miden el movimiento de izquierda a derecha, así como de delante a atrás y de arriba abajo. El sistema consiste en marcadores colocados en puntos de superficie, sensores que rastrean su posición y una unidad que controla el tiempo de las emisiones de los marcadores y el procesamiento del sensor. Los marcadores se rastrean a altas frecuencias de muestreo.
Estos instrumentos de seguimiento externos rastrean los movimientos del labio, la mandíbula y la cara en 3D y son adecuados para examinar las relaciones complejas entre ellos, como las señales proporcionadas por los movimientos faciales en el habla hiperarticulada frente a la normal. Los instrumentos no son invasivos y son cómodos de usar, pero la desventaja es que están limitados al uso externo.

### Electropalatografía (EPG)
La electropalatografía mide directamente el contacto de la lengua y el paladar en tiempo real durante los movimientos del habla y la deglución. Los datos EPG son bastante diferentes de los datos de seguimiento de puntos y de imágenes. Unos pequeños electrodos de metal están incrustados en un pseudopaladar acrílico y se activan cuando entran en contacto con la lengua; este contacto completa un circuito eléctrico en el cuerpo. Los electrodos miden el contacto de encendido / apagado, y aunque el umbral de activación se puede cambiar, los cambios sutiles en la presión no se registran. Unos alambres finos unidos a cada electrodo, salen del paladar por detrás de los molares, avanzan a lo largo de la superficie externa de los dientes y salen por las comisuras de los labios. Un electrodo completa el circuito. El pseudopaladar está aislado eléctricamente del ordenador que lo impulsa, y los cables son impulsados por una corriente alterna de menos de cinco microamperios. Cuando la lengua contacta con un electrodo, el circuito se completa y el contacto se registra. El EPG es una técnica de alta dimensión ya que registra dinámicamente múltiples puntos de contacto entre dos estructuras (lengua y paladar) de toda la superficie del paladar.

## Técnicas para medir la presión del aire(aerodinámicas)

### Electroglotografía (EGG)
La electroglotografía es una técnica para investigar las variaciones en la fonación, que proporciona una medida del cierre de las cuerdas vocales. Esto no es, propiamente hablando, una técnica aerodinámica, pero es apropiado considerarlo aquí mientras se discuten las técnicas para investigar los tipos de fonación. El sistema mide la corriente de bajo voltaje entre dos placas pequeñas colocadas en el cuello a cada lado de la laringe. Cuando las cuerdas vocales están juntas, se pasa una corriente mayor que cuando se separan. Cuanto más apretado es el contacto, menor es la resistencia entre las placas y mayor es la corriente.
Los registros de EGG son difíciles de interpretar, ya que no se relacionan directamente con los movimientos de la laringe como un todo o la forma de las cuerdas vocales vibratorias. Simplemente muestran la impedancia eléctrica entre dos placas colocadas a cada lado de la laringe. Sin embargo, indican indirectamente cambios en el modo de vibración de las cuerdas vocales.

### Transductores de presión (incluyendo las máscaras de Rothenberg)
Las investigaciones aerodinámicas del flujo de aire y la presión del aire requieren un equipo especializado. Podemos ver, por ejemplo, la máscara de Rothenberg. Consiste en una pequeña caja conectada a un ordenador portátil y un conjunto con máscaras nasales y tubos de presión sostenidos por el hablante, junto con un micrófono que graba el sonido. La máscara para capturar el flujo de aire oral se adapta a la boca y debajo de la mandíbula. Encima de él, la máscara nasal de flujo de aire se sujeta por la nariz con una cinta de velcro que rodea la cabeza. Ambas máscaras están unidas por pequeños tubos a las entradas en el conjunto. Otras dos entradas se usan para tubos para detectar la presión del aire en la boca y en la faringe. La grabación del flujo de aire requiere hablar mientras se presionan las máscaras firmemente contra la cara, asegurándose de que no haya fugas. La manera más fácil de registrar la presión del aire en la boca es hablando mientras se usa un pequeño tubo entre los labios.
Otro transductor de presión es un tubo que va desde la nariz hasta la faringe. Para hacer una grabación de la presión del aire detrás de un cierre velar, se necesita un tubo con su extremo abierto en la faringe. La forma más fácil de hacerlo es pasar este tubo empujándolo suavemente pero con firmeza por la nariz por unos 8 centímetros, apuntando hacia la parte posterior del cuello y no hacia arriba, hasta la faringe. Al registrar la presión de aire en la boca o en la faringe, es importante mantener los tubos libres de mucosidad o de saliva. El tamaño es otro punto que se debe considerar. Si desea registrar los cambios en la presión y el flujo que ocurre como resultado de las vibraciones de las cuerdas vocales, se necesitará usar tubos con un diámetro interno de al menos 2 milímetros.
Otra técnica en la que se usa un transductor de presión es la punción traqueal:

### Punción traqueal
Un verdadero registro de la presión subglotal se puede hacer solamente realizando una punción traqueal. Este es un procedimiento que debe realizar un médico. Se aplica un anestésico local tanto externamente como dentro de la tráquea por medio de una fina aguja. Entonces se inserta una aguja más grande con un diámetro interno de 2 milímetros puede entonces insertarse entre los anillos de la tráquea
Podemos obtener información indirecta sobre la presión subglotal sin una punción traqueal. Como resultado de haber grabado la presión debajo de las cuerdas vocales mediante una punción traqueal y sobre ellos usando un pequeño tubo entre los labios, sabemos que durante las oclusivas sordas como “p”, hay muy poca diferencia entre la presión oral y la presión subglótica. Cuando las cuerdas vocales están separadas, hay muy poca resistencia al aire saliente, por lo que solo hay un diferencial de presiones muy pequeño en los alrededores de la glotis. Como resultado, la presión del aire en la boca es muy similar a la presión debajo de las cuerdas vocales.